# Puccinia commelinae
Puccinia commelinae är en svampart som beskrevs av Holw. 1904. Puccinia commelinae ingår i släktet Puccinia och familjen Pucciniaceae.   Inga underarter finns listade i Catalogue of Life.